# قناة الفراعين
قناة الفراعين كانت قناة فضائية مصرية أطلقتها شركة فيرجينيا للإنتاج الفني والإعلامي، عبر تأجير أحد الاستوديوهات التابعة للشركة المصرية لمدينة الإنتاج الإعلامي. ترأس القناة الإعلامي وعضو مجلس الشعب السابق توفيق عكاشة.
في أغسطس 2012، أصدرت محكمة القضاء الإداري حكمًا بوقف بث القناة لمدة شهر، مع توجيه إنذار بسحب ترخيصها، وذلك على خلفية تهديدات وجهها توفيق عكاشة، رئيس القناة، للرئيس المصري آنذاك محمد مرسي، خلال بث مباشر.
وفي 2 مارس 2016، وبعد إسقاط عضوية توفيق عكاشة من مجلس النواب المصري، أعلن في بيان متلفز عبر القناة عن وقف بث قناة الفراعين نهائيًا، وحلها بقرار من مجلس إدارتها.